# 20285 Lubin
20285 Lubin è un asteroide della fascia principale. Scoperto nel 1998, presenta un'orbita caratterizzata da un semiasse maggiore pari a 2,3829651 UA e da un'eccentricità di 0,1165767, inclinata di 6,46658° rispetto all'eclittica.